# Jim Cantamessa
James „Jim“ Cantamessa (* 25. Mai 1978 in Beaver Falls, Pennsylvania) ist ein ehemaliger US-amerikanisch-französischer Basketballspieler.

## Werdegang
Der 2,02 Meter große Flügelspieler war von 1996 bis 2000 Mitglied der Basketballmannschaft des Siena College im US-Bundesstaat New York. Cantamessa stand für die Hochschulmannschaft in 120 Spielen auf dem Feld und erreichte einen Mittelwert von 11 Punkten je Begegnung. Mit 197 erzielten Dreipunktewürfen stand er in der Bestenliste des Siena College auf dem dritten Rang, als er die Hochschule 2000 nach seinem Abschluss im Fach Wirtschaft verließ.
Cantamessa begann seine Laufbahn als Berufsbasketballspieler beim französischen Zweitligisten Rouen, für den er 2000/01 spielte. Im Spieljahr 2001/02 stand er beim FC Porto unter Vertrag, mit dem er neben den Partien in der portugiesischen Liga auch im Europapokal Korać-Cup antrat.
Cantamessa wechselte zur Saison 2002/03 zu s.Oliver Würzburg in die deutsche Basketball-Bundesliga. In 22 Bundesliga-Einsätzen kam er auf einen Mittelwert von 10,9 Punkten je Begegnung, seine 50 getroffenen Dreipunktewürfe waren innerhalb der Würzburger Mannschaft der zweitbeste Saisonwert. Im Spieljahr 2003/04 stand er beim französischen Erstligisten Reims Champagne Basket unter Vertrag (32 Ligaspiele: 7,6 Punkte/Spiel).
Im Sommer 2004 wurde Cantamessa vom belgischen Verein Euphony Bree verpflichtet. Nach drei Jahren in Bree (2005 wurde er mit dem Verein belgischer Meister, 2005/06 nahm er am ULEB Cup teil), ging er 2007 zum Ligakonkurrenten Dexia Mons-Hainaut.
2008 beendete er seine Spielerlaufbahn. In seinem Heimatland wurde Cantamessa 2010 Assistenztrainer der Basketballmannschaft des Greensboro College im Bundesstaat North Carolina und erhielt dort 2019 die Beförderung zum Cheftrainer. Er wurde an der Hochschule ebenfalls Golftrainer. Cantamessa war bis 2023 am Greensboro College tätig.